# Nodfyr
Il nodfyr (termine alto tedesco antico coincidente all'olandese attuale; in tedesco Notfeuer, gaelico scozzese tein'-éigin) era una pratica ritualistica, tipica dei popoli germanici, utilizzata per scongiurare la malattia dalle loro mandrie e greggi. 

## Rituale e significato
Consisteva nell'accendere uno o più fuochi, attraverso i quali veniva condotto il bestiame. Si praticava in occasioni di particolare disagio, soprattutto nei periodi di malattia dei capi, durante le pestilenze, oppure in occasione di alcune ricorrenze annuali.
Tale rituale traeva la sua origine dall'idea purificatrice del fuoco.
Come in epoca contemporanea si usa in India per accendere i fuochi sacrificali, il nodfyr era usualmente acceso con una frizione di un pezzo di legno o una corda su di un paletto, talora intesi come l'elemento maschile (il palo) e l'elemento femminile (l'esca). L'accensione della prima fiamma per semplice sfregamento di legni o cordame, presente in diverse tradizioni, costituisce un richiamo alla forma preistorica di generazione del fuoco. 

## Diffusione e varianti

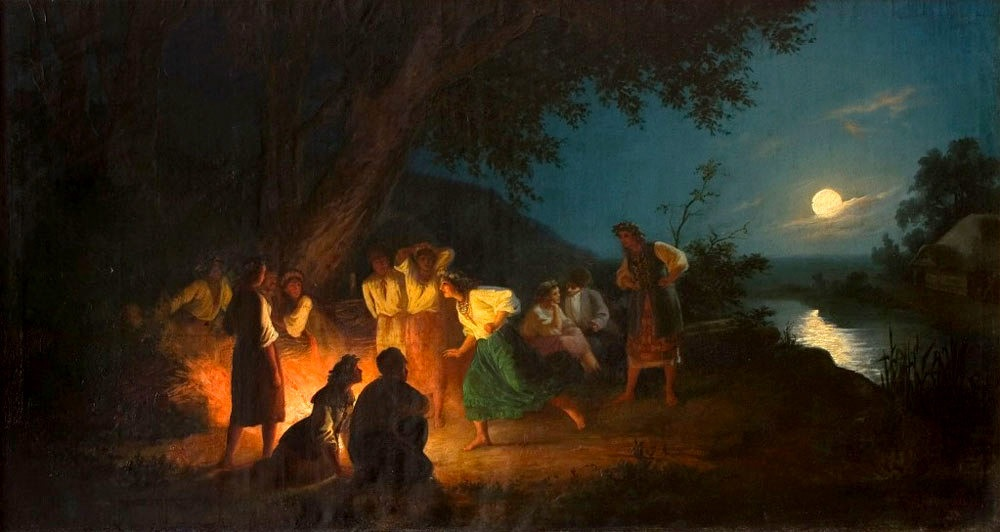
Vigilia di Ivan Kupala, di Henryk Hector Siemiradzki

Tale pratica sopravvisse nelle Highlands scozzesi fino in tempi recenti e prevedeva lo spegnere tutti i fuochi nelle case situate tra i due corsi d'acqua più vicini.
In Bulgaria anche fumare era vietato durante i nodfyr e prevedeva che due uomini nudi accendessero due fuochi sfregando rami secchi nel bosco, uno in ogni lato di un crocevia; una volta condotti i bovini tra i due fuochi, venivano usate le braci per riaccendere i fuochi nelle case. Nel circondario di Halberstadt invece era previsto che il fuoco venisse acceso da due giovani casti, mentre nelle Isole Ebridi da 81 uomini sposati.
Diversamente che altrove, nei pressi di Wolfenbüttel il nodfyr veniva acceso da una scintilla sprigionata dal martello e dall'incudine di un fabbro.
Citato nel Indiculus superstitionum et paganiarum ("Piccolo Indice delle Superstizioni e del Paganesimo"), attribuito a san Bonifacio, nell'VIII secolo, in diverse località europee la pratica di tale rituale passò lentamente dalle ricorrenze pagane, come nella vigilia di Ivan Kupala e del Koročun, alle festività di alcuni santi, come San Giorgio, San Geremia, San Pantaleone, San Giovanni Battista e nella notte di Natale.
A Birtley fu praticato fino alla metà del XVIII secolo, mentre nei pressi di Quedlinburg, nella prima metà del XIX secolo, fu ne impedita la esecuzione da un vicino incendio che interessò una parrocchia.

## Tradizioni analoghe
Il rito del fuoco purificatore è una delle più arcane tradizioni diffuse presso svariate popolazioni.
(James Frazer)
Già i celti accendevano dei fuochi per ingraziarsi la divinità relativa e bruciavano un fantoccio rappresentante il passato.
Presso i romani, attorno all’equinozio di primavera, si svolgevano i baccanali, i riti dionisiaci per propiziare la fertilità, nonché l'inizio del nuovo anno romano.
Nel mese di marzo venivano svolti anche i riti di purificazione agraria.
Di diretta derivazione dal Norfyr si può ricondurre l'accensione dei fuochi alla vigilia del Ivan Kupala, presso tutte le popolazioni slave.
Presso tutta l'Europa sopravvivono celebrazioni che prevedono l'accensione di pire, quasi sempre in coincidenza alle festività di santi, spesso nella vicinanza dei solstizi (come il Falò di San Giovanni nel torinese) o degli equinozi (come la fogheraccia a San Giuseppe e i fuochi di San Patrizio), anche se è difficile stabilire quanta parte di queste tradizioni derivino dal Nodfyr, oppure dal norreno e germanico Yule (nei giorni di solstizio), oppure dai precedenti riti celtici (che spesso prevedevano il porre sulla pira un fantoccio di una vecchia), oppure baccanali romani, oppure tutti questi riti antichi, variabilmente combinati.